# Луций Фурий Медулин (трибун 381 пр.н.е.)
Вижте пояснителната страница за други личности с името Луций Фурий Медулин.
Луций Фурий Медулин (на латински: Lucius Furius Medullinus) е политик на Римската република през 4 век пр.н.е.
Произлиза от патрицианската фамилия Фурии и е вероятно брат на Спурий Фурий Медулин (военен трибун 378 пр.н.е.).
През 381 пр.н.е. и 370 пр.н.е. е консулски военен трибун. Бие се против волските заедно с Марк Фурий Камил. През 363 пр.н.е. Медулин е цензор.